# Depresión de los Grandes Lagos

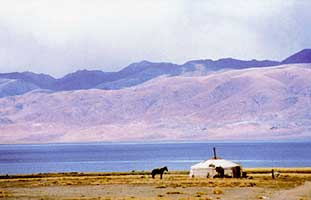
Lago Uvs Nuur, el más grande de la cuenca de los Grandes Lagos y el lago más grande de Mongolia.

La depresión de los Grandes Lagos (en mongol: Их нууруудын хотгор, Ikh Nuuruudyn Khotgor) es una gran depresión tectónica semiárida de Mongolia, que comprende partes de los aymags de Uvs, Hovd, Zavhan y Govi-Altai. Algunas pequeñas partes del norte de la depresión pertenecen a Rusia, a la república de Tuvá.
Está limitada por los montes Altái (oeste), los montes Jangai (este) y los montes Tannu-Ola (norte). Tiene una longitud, de norte a sur, de 500 km, y, de este a oeste, de 400 km. Tiene un área de más de 100.000 km² y elevaciones que van desde los 758 m hasta los 2.000 m. En la parte norte de la cuenca hay una pequeña cordillera, Khan Huhiyn-Nuruu, que separa la cuenca del lago Uvs Nuur, del resto de la cuenca.
La depresión se llama así porque contiene seis grandes lagos de Mongolia —Uvs Nuur (salino), Khar-Us Nuur (agua dulce), Khyargas Nuur (salino), Khar Nuur (agua dulce), Airag Nuur (agua dulce) y Dörgön Nuur (salino)— así como una serie de otros lagos más pequeños. También incluye solonchaks y grandes zonas de arena, con una superficie total de más de 14.000 km². Las zonas del norte están dominadas por las estepas áridas y las partes meridionales son semidesiertos y desiertos. Los principales ríos son el Khovd Gol, el Zavkhan Gol y el Tesiin Gol.
La depresión es una de las principales cuencas de agua dulce de Mongolia y contiene importantes humedales de Asia central. Los humedales se basan en un sistema interconectado de lagos poco profundos con grandes cinturones de carrizales dentro de un ambiente generalmente de desierto de estepa. Los humedales sustentan una serie de aves migratorias raras y en peligro de extinción: espátula de Eurasia (Platalea leucorodia), cigüeña negra (Ciconia nigra), águila pescadora (Pandion haliaetus), águila de cola blanca (Haliaeetus albicilla), ganso cisne (Cygnopsis cygnoides) y ánsar indio ganso (Anser indicus). Sólo unos pocos ejemplares de pelícano blanco (Pelecanus onocrotalus) permanecen en la cuenca de los Grandes Lagos en Mongolia. Anidan en las cuencas de los ríos y lagos que tienen abundancia de peces y vegetación.